# Джорджтаун (Південна Кароліна)
Джорджтаун (англ. Georgetown) — місто (англ. city) в США, в окрузі Джорджтаун штату Південна Кароліна. Населення — 8403 особи (2020).

## Географія
Джорджтаун розташований за координатами 33°22′21″ пн. ш. 79°16′51″ зх. д. / 33.37250° пн. ш. 79.28083° зх. д. (33.372432, -79.280793).  За даними Бюро перепису населення США в 2010 році місто мало площу 19,47 км², з яких 17,90 км² — суходіл та 1,57 км² — водойми.

### Клімат
Місто знаходиться у зоні, котра характеризується вологим субтропічним кліматом. Найтепліший місяць — липень із середньою температурою 27.6 °C (81.6 °F). Найхолодніший місяць — січень, із середньою температурою 8.2 °С (46.8 °F).
| Клімат Джорджтауна      | Клімат Джорджтауна | Клімат Джорджтауна | Клімат Джорджтауна | Клімат Джорджтауна | Клімат Джорджтауна | Клімат Джорджтауна | Клімат Джорджтауна | Клімат Джорджтауна | Клімат Джорджтауна | Клімат Джорджтауна | Клімат Джорджтауна | Клімат Джорджтауна | Клімат Джорджтауна |
| Показник                | Січ.               | Лют.               | Бер.               | Квіт.              | Трав.              | Черв.              | Лип.               | Серп.              | Вер.               | Жовт.              | Лист.              | Груд.              | Рік                |
| Абсолютний максимум, °C | 29                 | 29                 | 34                 | 35                 | 37                 | 40                 | 39                 | 40                 | 38                 | 37                 | 31                 | 32                 | 40                 |
| Середній максимум, °C   | 14,3               | 16                 | 19,9               | 24,2               | 28,2               | 31,4               | 33                 | 31,8               | 29,2               | 24,7               | 20,6               | 15,6               | 24,1               |
| Середня температура, °C | 8,2                | 9,3                | 13,2               | 17,4               | 21,9               | 25,8               | 27,6               | 26,6               | 24,1               | 18,8               | 14,3               | 9,6                | 18,1               |
| Середній мінімум, °C    | 2,1                | 2,5                | 6,3                | 10,6               | 15,6               | 20,2               | 22,1               | 21,4               | 18,9               | 12,8               | 7,9                | 3,4                | 12,1               |
| Абсолютний мінімум, °C  | −11                | −15                | −8                 | −6                 | 3                  | 7                  | 15                 | 13                 | 6                  | −1                 | −7                 | −13                | −15                |
| Норма опадів, мм        | 101.6              | 88.9               | 96.5               | 68.6               | 86.4               | 124.5              | 157.5              | 182.9              | 167.6              | 91.4               | 68.6               | 96.5               | 1331               |
| Днів з дощем            | 6                  | 7                  | 6                  | 6                  | 6                  | 8                  | 9                  | 9                  | 8                  | 4                  | 4                  | 6                  | 83                 |
| Вологість повітря, %    | 73                 | 72                 | 70                 | 70                 | 75                 | 79                 | 82                 | 82                 | 83                 | 79                 | 75                 | 73                 | 76                 |
| ----------------------- | ------------------ | ------------------ | ------------------ | ------------------ | ------------------ | ------------------ | ------------------ | ------------------ | ------------------ | ------------------ | ------------------ | ------------------ | ------------------ |
| Джерело: Weatherbase    |                    |                    |                    |                    |                    |                    |                    |                    |                    |                    |                    |                    |                    |

## Демографія
Згідно з переписом 2010 року, у місті мешкали 9163 особи в 3527 домогосподарствах у складі 2355 родин. Густота населення становила 471 особа/км².  Було 4180 помешкань (215/км²).
Расовий склад населення:
| - 56,7 % — чорних або афроамериканців - 37,8 % — білих - 0,7 % — азіатів - 0,2 % — корінних американців - 0,1 % — вихідців з тихоокеанських островів - 3,4 % — осіб інших рас |

До двох чи більше рас належало 1,3 %. Частка іспаномовних становила 5,3 % від усіх жителів.
За віковим діапазоном населення розподілялося таким чином: 27,1 % — особи молодші 18 років, 58,2 % — особи у віці 18—64 років, 14,7 % — особи у віці 65 років та старші. Медіана віку мешканця становила 36,7 року. На 100 осіб жіночої статі у місті припадало 81,6 чоловіків;  на 100 жінок у віці від 18 років та старших — 74,6 чоловіків також старших 18 років.
Середній дохід на одне домашнє господарство  становив 43 169 доларів США (медіана — 24 534), а середній дохід на одну сім'ю — 53 175 доларів (медіана — 39 757). Медіана доходів становила 42 330 доларів для чоловіків та 25 015 доларів для жінок. За межею бідності перебувало 33,9 % осіб, у тому числі 45,3 % дітей у віці до 18 років та 12,6 % осіб у віці 65 років та старших.
Цивільне працевлаштоване населення становило 2889 осіб. Основні галузі зайнятості: освіта, охорона здоров'я та соціальна допомога — 22,4 %, мистецтво, розваги та відпочинок — 17,6 %, виробництво — 15,7 %, роздрібна торгівля — 15,3 %.